# Кок-Чираа
Сільське поселення (сумон) Кок-Чираа (рос. Кок-Чыраа) входить до складу Улуг-Хемського кожууна Республіки Тива Російської Федерації.Адміністративний центр село Ариг-Бажи. Відстань до м. Шагонар 5 км, до Кизила — 112 км, до Москви — 3849 км.

## Населення
Населення сумона станом на 1 січня року
| Рік    | 2011 | 2012 | 2013 | 2014 | 2015 |
| ------ | ---- | ---- | ---- | ---- | ---- |
| Насел. | 581  | 575  | 540  | 527  | 526  |